# La Luzerne
La Luzerne är en kommun i departementet Manche i regionen Normandie i norra Frankrike. Kommunen ligger i kantonen Saint-Lô-Est som tillhör arrondissementet Saint-Lô. År 2022 hade La Luzerne 81 invånare.

## Befolkningsutveckling
Antalet invånare i kommunen La Luzerne
| Referens: INSEE |